# Stadhuis van Parijs
Het Stadhuis van Parijs (Frans: Hôtel de ville de Paris) is het gemeentehuis van Parijs, gesitueerd aan de Place de l'Hôtel-de-Ville in het 4e arrondissement. Het staat op de plaats vanwaar sinds 1357 de stad wordt bestuurd. Het huidige gebouw dateert deels uit de zestiende eeuw, maar is in de negentiende eeuw deels herbouwd, sterk uitgebreid en voorzien van weelderige interieurs.

## Geschiedenis
Vóór 1357 was het stadsbestuur van Parijs gevestigd in het zogenaamde Parloir aux bourgeois ("burgerzaal") bij het vestingwerk Grand Châtelet, iets ten westen van het huidige stadhuis.
In juli 1357 kocht Étienne Marcel, deken van het gilde van de kooplieden en burgemeester van Parijs, in naam van de stad Parijs het zogenaamde Maison aux piliers ("huis met de pilaren"), gelegen op een zacht glooiend kiezelstrand op de noordelijke oever van de Seine, dat dienst deed als rivierhaven voor het lossen van tarwe en hout en dat later overging in een plein, de Place de Grève ("Strandplein"; vanaf 1803 Place de l'Hôtel-de-Ville). Sinds 1357 is het bestuur van de stad Parijs gevestigd op dezelfde locatie waar nu het Hôtel de ville staat.
In 1533 besloot koning Frans I Parijs, destijds de grootste stad van Europa, te voorzien van een stadhuis dat zijn hoofdstad waardig zou zijn. Hij benoemde twee architecten: de Italiaan Dominique de Cortone, bijgenaamd Boccador vanwege zijn rode baard, en de Fransman Pierre Chambiges. Het huis met de pilaren werd afgebroken en Boccador tekende de plannen van een gebouw dat tegelijkertijd hoog, ruim, lichtrijk en verfijnd was, geheel in de stijl van de renaissance. De bouwwerkzaamheden werden pas voltooid in 1628, tijdens de regering van Lodewijk XIII.
Het plein voor het stadhuis was berucht vanwege de terechtstellingen, die er plaatsvonden. Op 28 maart 1757 werd Robert François Damiens gevierendeeld op de Place de Grève, als straf voor zijn (mislukte) moordaanslag op koning Lodewijk XV. Tijdens de Franse Revolutie werd op het plein een guillotine opgesteld. Op 14 juli 1789, de dag van de bestorming van de Bastille, werd baljuw Jacques de Flesselles hier door een menigte gelyncht en werd zijn hoofd als trofee van zijn lichaam gescheiden. In het stadhuis zelf werd Robespierre op 27 juli 1794 in de kaak geschoten bij zijn arrestatie. Hij werd de volgende dag geëxecuteerd.
Tussen 1837 en 1848 werd het gebouw uitgebreid met twee vleugels. Dat gebeurde op initiatief van Claude-Philibert Barthelot, graaf van Rambuteau en prefect van het departement Seine, om meer ruimte te bieden aan het uitgebreide stadsbestuur. Het stadhuis was in deze periode tevens de zetel van de prefectuur geworden. De architecten van de uitbreiding waren Étienne-Hippolyte Godde en Jean-Baptiste Lesueur.
Tijdens het Tweede Keizerrijk (1852-1870) werd het stadhuis door het nieuwe regime gebruikt om zijn macht te tonen. In 1852 vond een referendum plaats over Napoleon III, waarbij het stadhuis werd versierd met de kleuren van de keizer. Ook vond hier de keizerlijke proclamatie plaats. Het stadhuis was tevens de plaats waar grote feesten en ontvangsten plaatsvonden, zoals in 1855 tijdens het bezoek van koningin Victoria. Om de bereikbaarheid te verbeteren liet Haussmann negen straten slopen om de Avenue Victoria te creëren.
Tijdens de Commune van Parijs werd het gebouw op 18 januari 1871 door revolutionairen in brand gestoken, waarbij het bijna geheel werd verwoest. De restauratie, geleid door de architecten Théodore Ballu en Édouard Deperthes (die ook de nabijgelegen Tour Saint-Jacques restaureerde), begon in 1873 en duurde tot 1882. Hierbij werd de originele zestiende-eeuwse façade in ere hersteld, maar kreeg het interieur een geheel nieuwe indeling, met weelderig ingerichte ontvangstzalen in de stijl van de jaren 1880. Zo'n 230 beeldhouwers kregen opdracht om de 338 figuren voor de façade te vervaardigen: beroemde Parijzenaars, maar ook leeuwen en andere sculpturen. Auguste Rodin beeldhouwde in 1882 een sculptuur van de 18e-eeuwse wiskundige Jean Le Rond d'Alembert. Voor de decoratie van het interieur werden gerenommeerde kunstschilders aangetrokken onder wie Jean-Paul Laurens, Puvis de Chavannes, Henri Gervex en Alfred Roll.
Op 20 augustus 1944 zochten strijders van het Parijse Bevrijdingscomité hun toevlucht in het Hôtel de ville. Op 25 augustus, na de Bevrijding van Parijs, hield Charles de Gaulle er een toespraak. Vanuit een raam aan de voorkant sprak hij de bevolking toe: "Parijs gebroken! Parijs gemarteld! Maar Parijs bevrijd!".
In 2002 werd Bertrand Delanoë, de eerste openlijk homoseksuele burgemeester van de stad, in het stadhuis neergestoken tijdens het festival Nuit Blanche ("Witte Nacht"), waarbij het gebouw was opengesteld voor het publiek. Delanoë herstelde. Later liet hij het luxe privé-appartement van de burgemeester inrichten tot een crèche voor de kinderen van gemeenteambtenaren.
Tijdens de Olympische Zomerspelen van 2024 startten de marathons voor mannen en vrouwen bij het Hôtel de ville.

## Architectuur
Het Hôtel de ville de Paris ligt tussen de Place de l'Hôtel-de-Ville, de Quai de l'Hôtel-de-Ville, de Rue de Lobau en de Rue de Rivoli. Het gebouw heeft een rechthoekige plattegrond met twee binnenhoven.

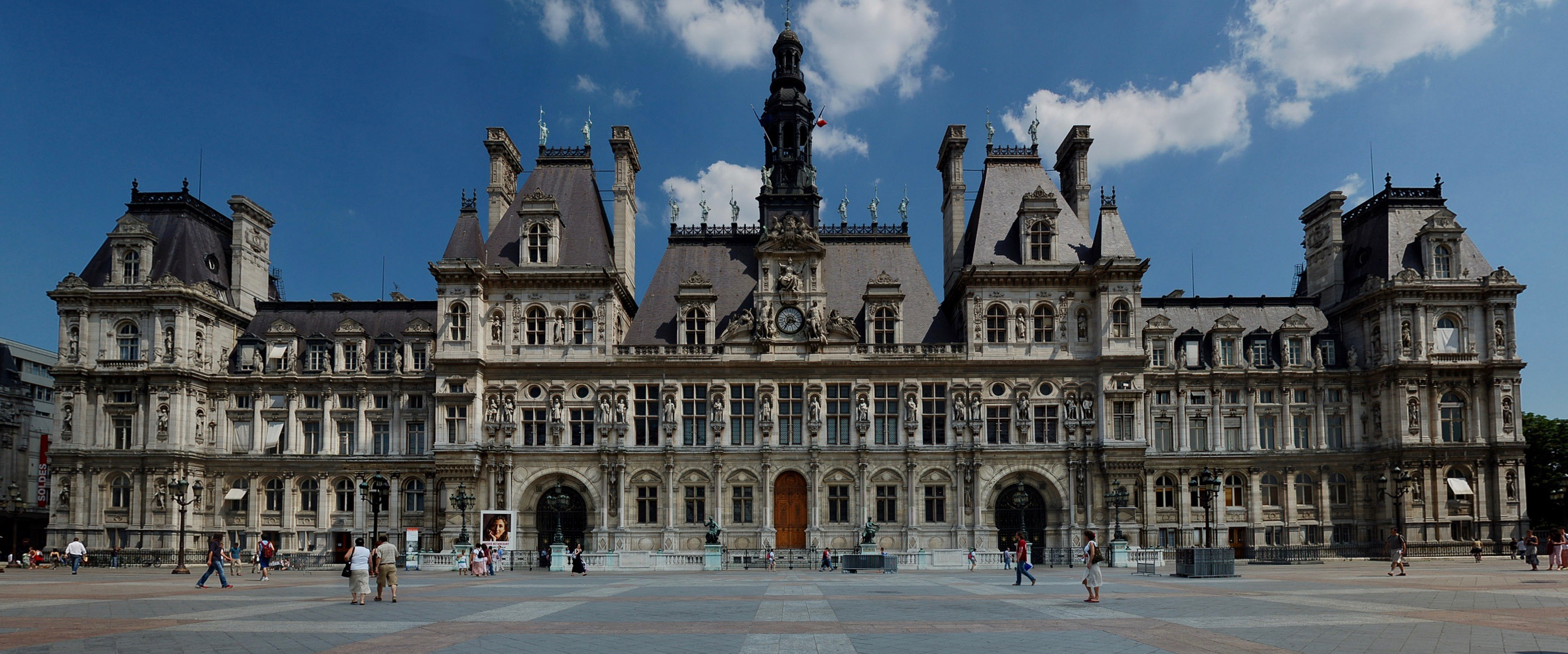
Westgevel met in het midden het oudste bouwdeel (2006)

### Exterieur – oudste bouwdeel
De westgevel, de hoofdgevel aan de Place de l'Hôtel-de-Ville, heeft een totale lengte van 143 meter. De lagere geveldelen bestaan uit twee hoofdverdiepingen en zijn 18,8 meter hoog; de hogere delen tellen drie verdiepingen met een totale hoogte van 26,8 meter. De centrale klokkentoren is 50 meter hoog.
Het middendeel van de gevel, het avant-corps, heeft nog het aanzien van het oudste bouwdeel uit de zestiende eeuw, gebouwd in renaissancestijl. Het bestaat uit een centraal deel, geflankeerd door twee paviljoenachtige bouwdelen, waarin zich de toegangspoorten naar de binnenplaatsen bevinden. De poorten worden afgesloten door smeedijzeren hekken, die het wapen van de stad Parijs dragen. Op beide hoeken van het oudste bouwdeel bevinden zich smalle, vierkante torentjes. De gevel is versierd met typische renaissance-elementen, zoals hardstenen nissen waarin beelden zijn geplaatst. De nissen worden gedragen door voluutvormige consoles en bekroond door segmentbogige frontons. Het middendeel heeft een gebeeldhouwde vlaamse gevel met daarin verwerkt een uurwerk. Daarachter rijst het schilddak op, bekroond met een dakruiter die als klokkentoren fungeert. Op de noklijn van de daken zijn beelden geplaatst van herauten met banieren.

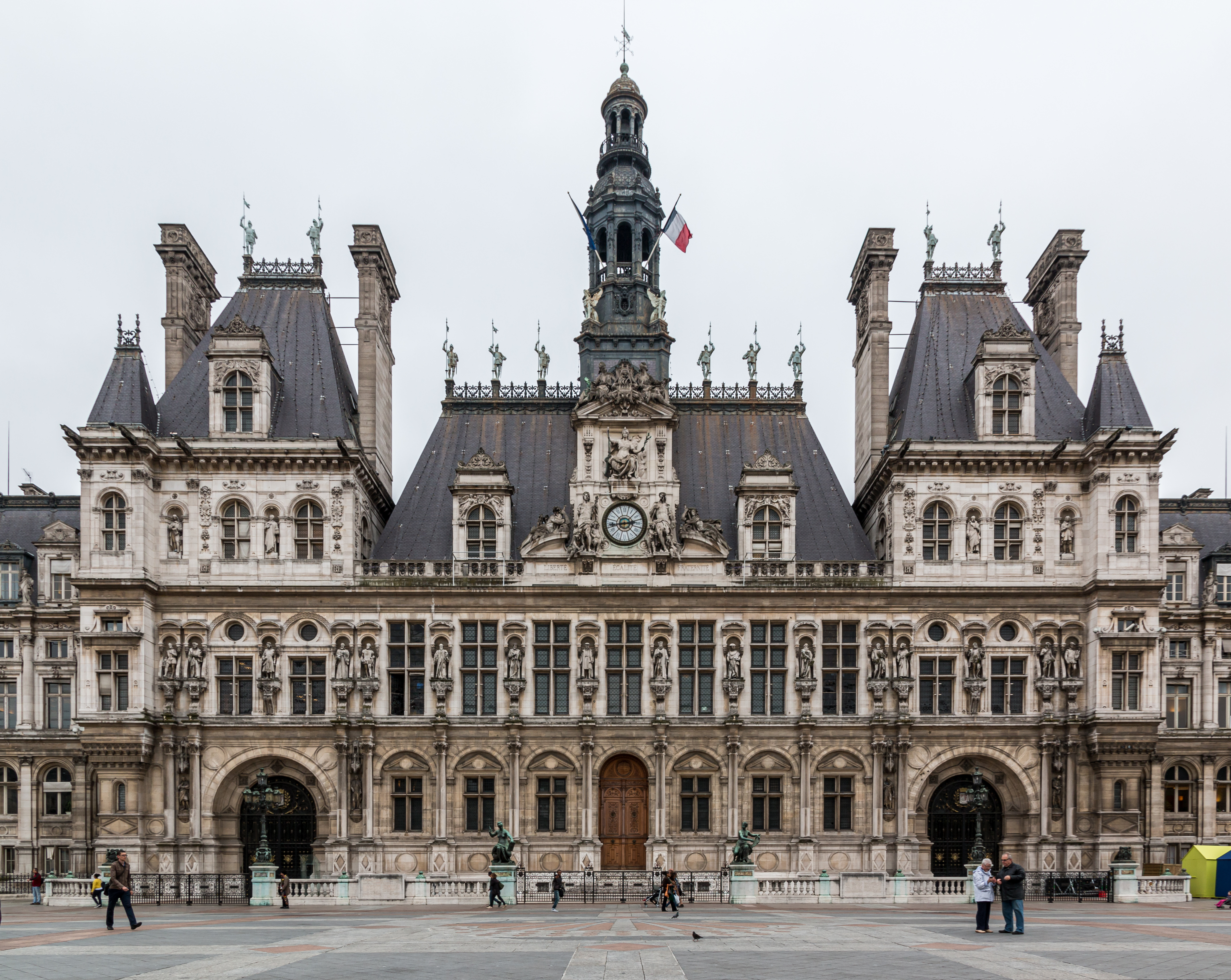
Middendeel van de voorgevel
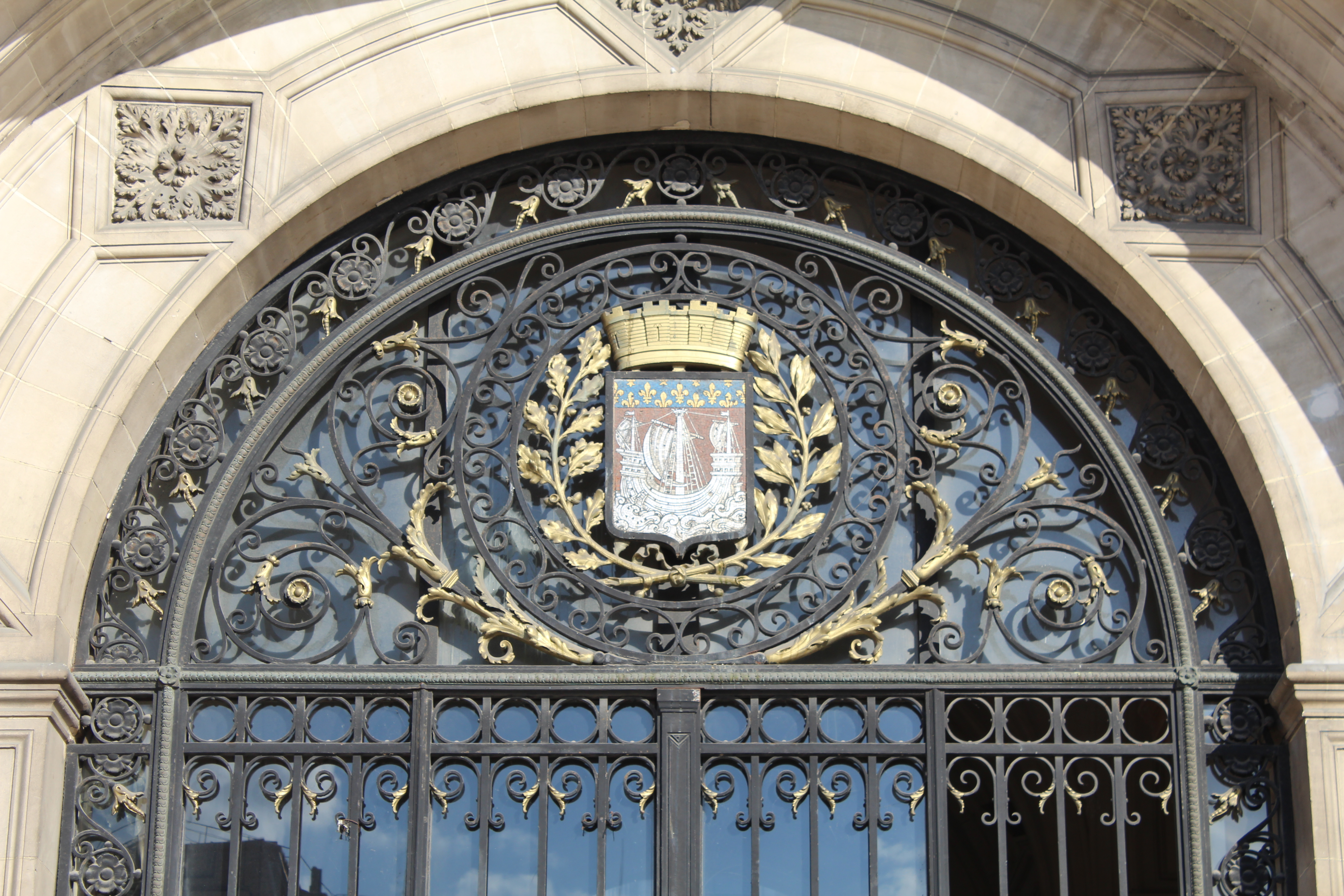
Detail hekwerk poortdoorgang
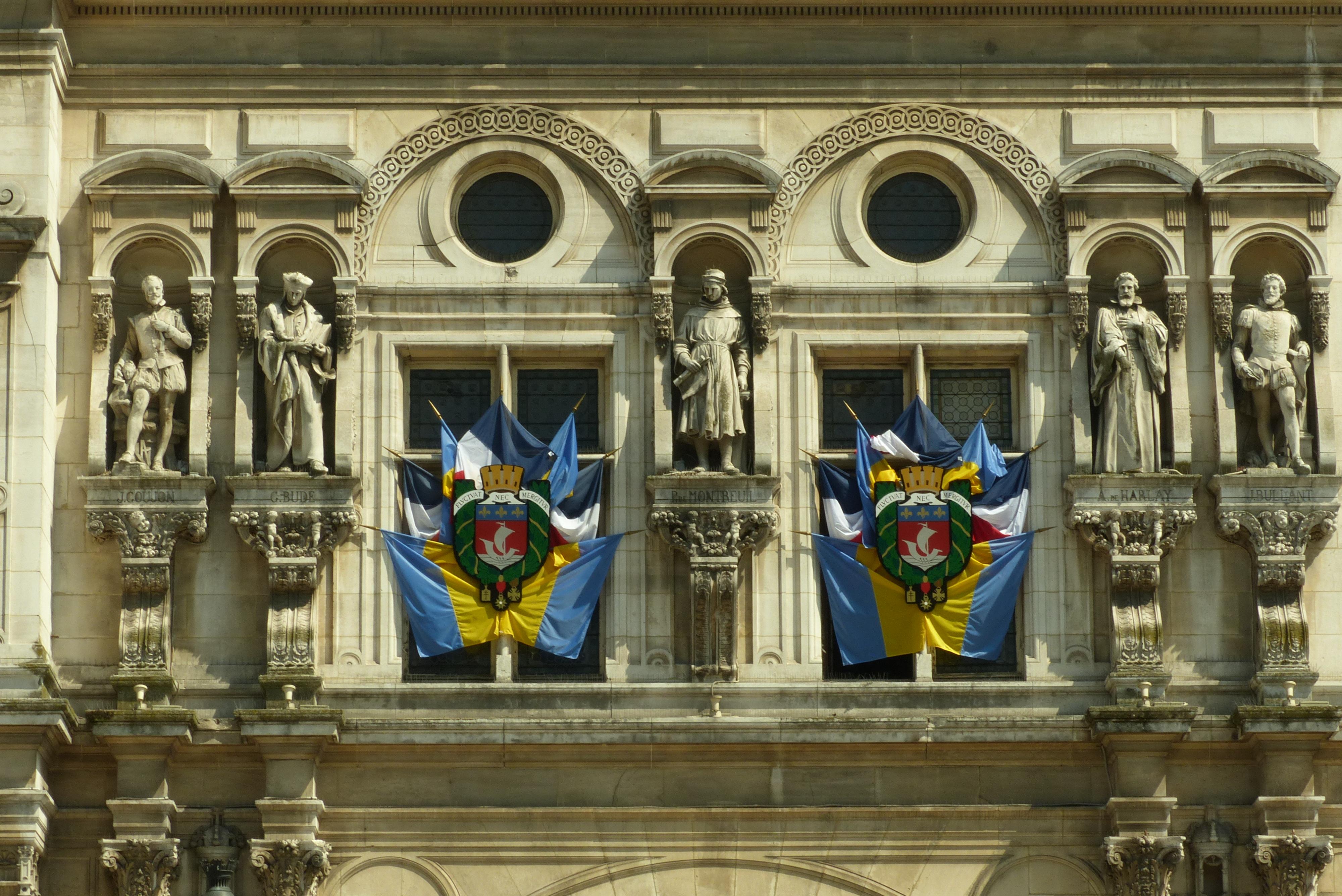
Detail beeldhouwwerk
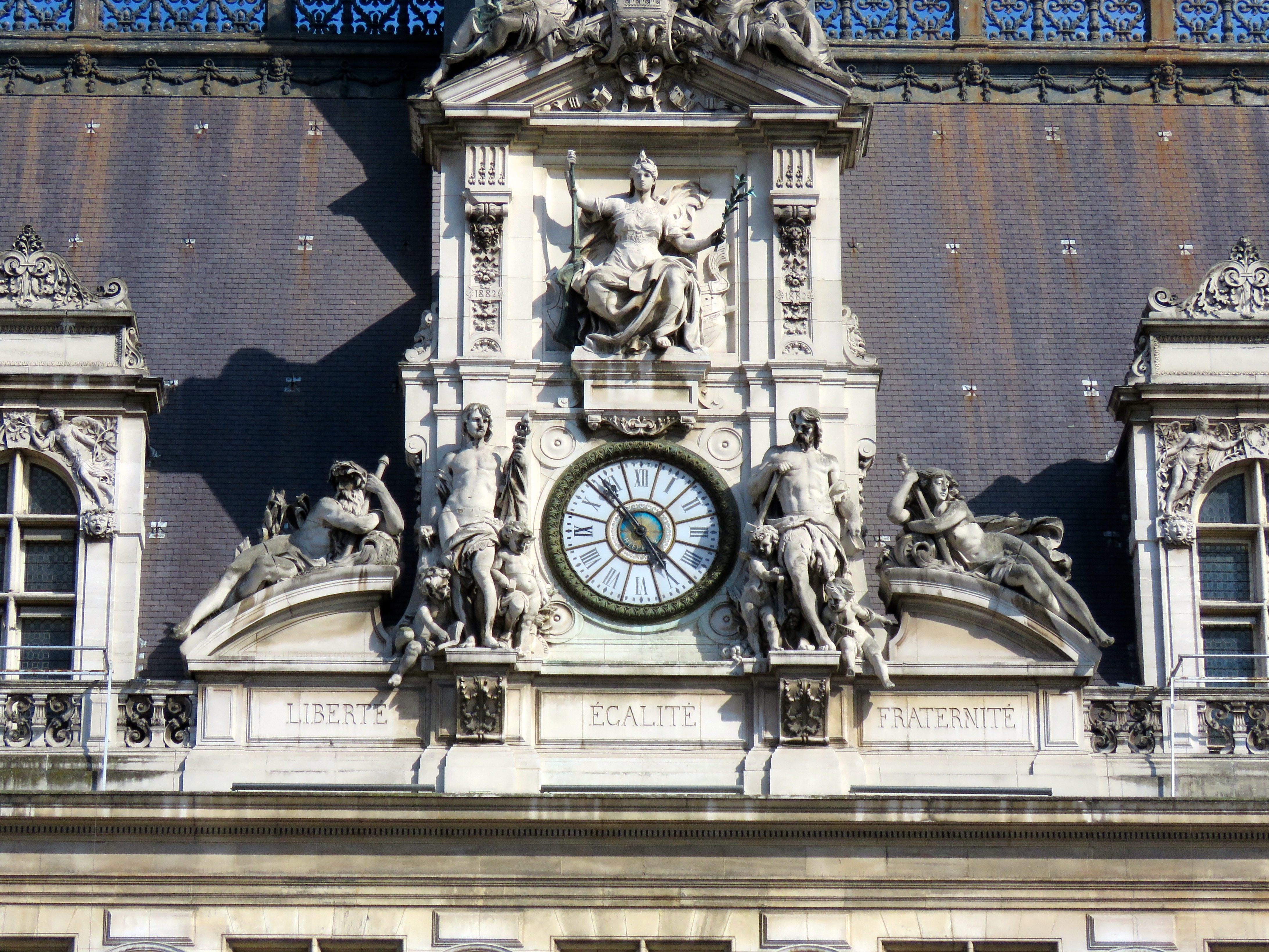
Detail Vlaamse gevel met klok

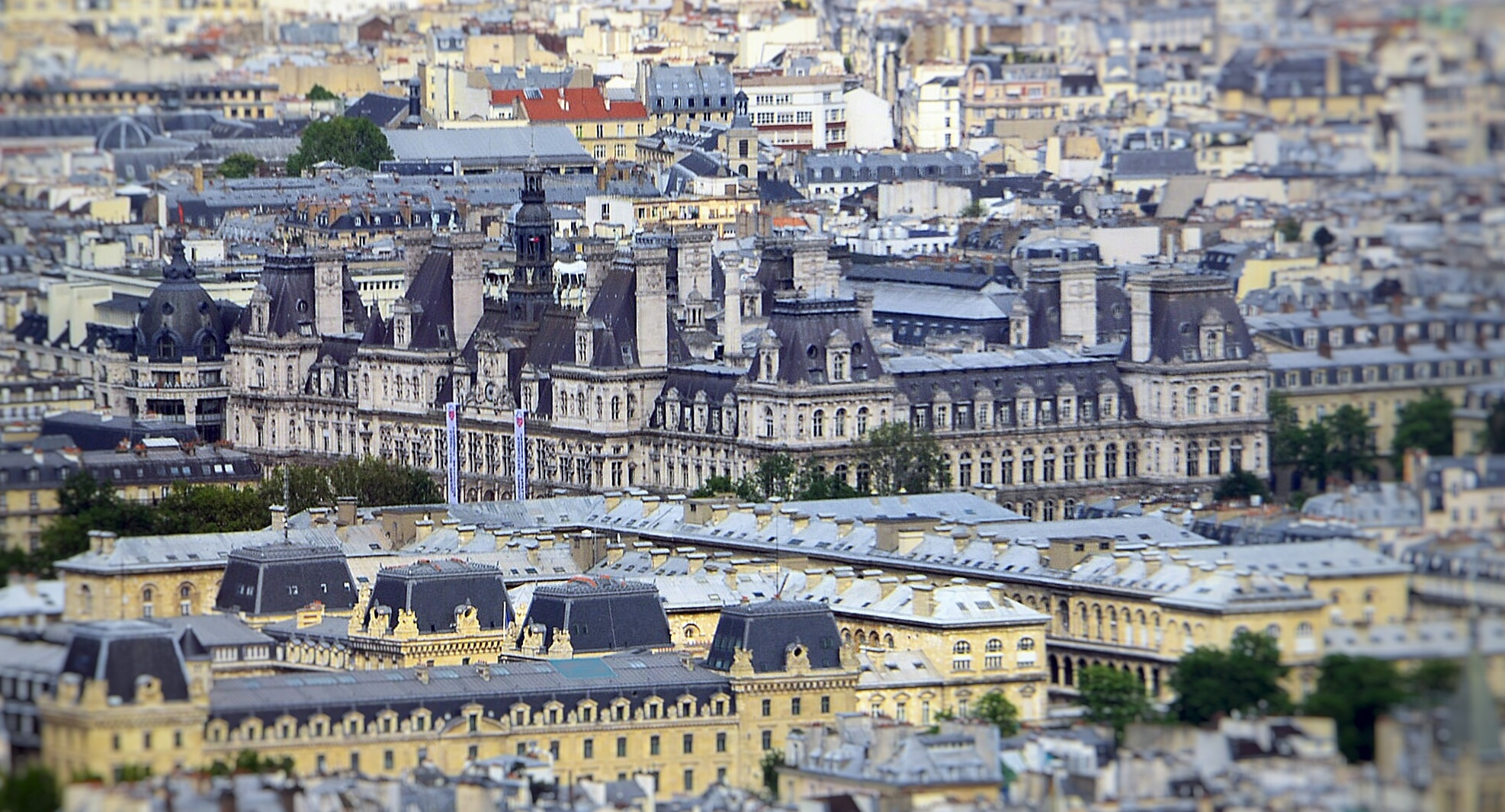
Het stadhuis gezien vanaf de Tour Montparnasse (2016)

### Exterieur – overige bouwdelen
Het oudste bouwdeel wordt aan beide zijden geflankeerd door negentiende-eeuwse vleugels die zes meter terugliggen en eindigen in torenachtige, iets vooruitspringende hoekpaviljoens. De stijl en gevelindeling sluit aan op die van het oorspronkelijke bouwwerk. Op de bel-etage bevinden zich grote rondboogvensters, op de eerste verdieping rechthoekige vensters en daarboven kleine mezzaninevensters. De deuren en vensters op de bel-etage worden omlijst door pilasters, op de hogere etages door zuilen, waarop langs de dakrand beelden zijn geplaatst. De hoekpaviljoens bezitten nissen met beelden. De schilddaken zijn hier afgeplat; de platte delen zijn voorzien van balustrades met hoeksokkels waarop vlamvazen staan. De stenen dakkapellen zijn rijk versierd. Opvallend zijn de hoge, platte schoorstenen, die kenmerkend zijn voor de Franse renaissance. De oostelijke gevel aan de Rue de Lobau is een vereenvoudigde kopie van de westgevel. De smallere noord- en zuidgevels zijn op een vergelijkbare manier opgebouwd, echter zonder het uitbundige middendeel.

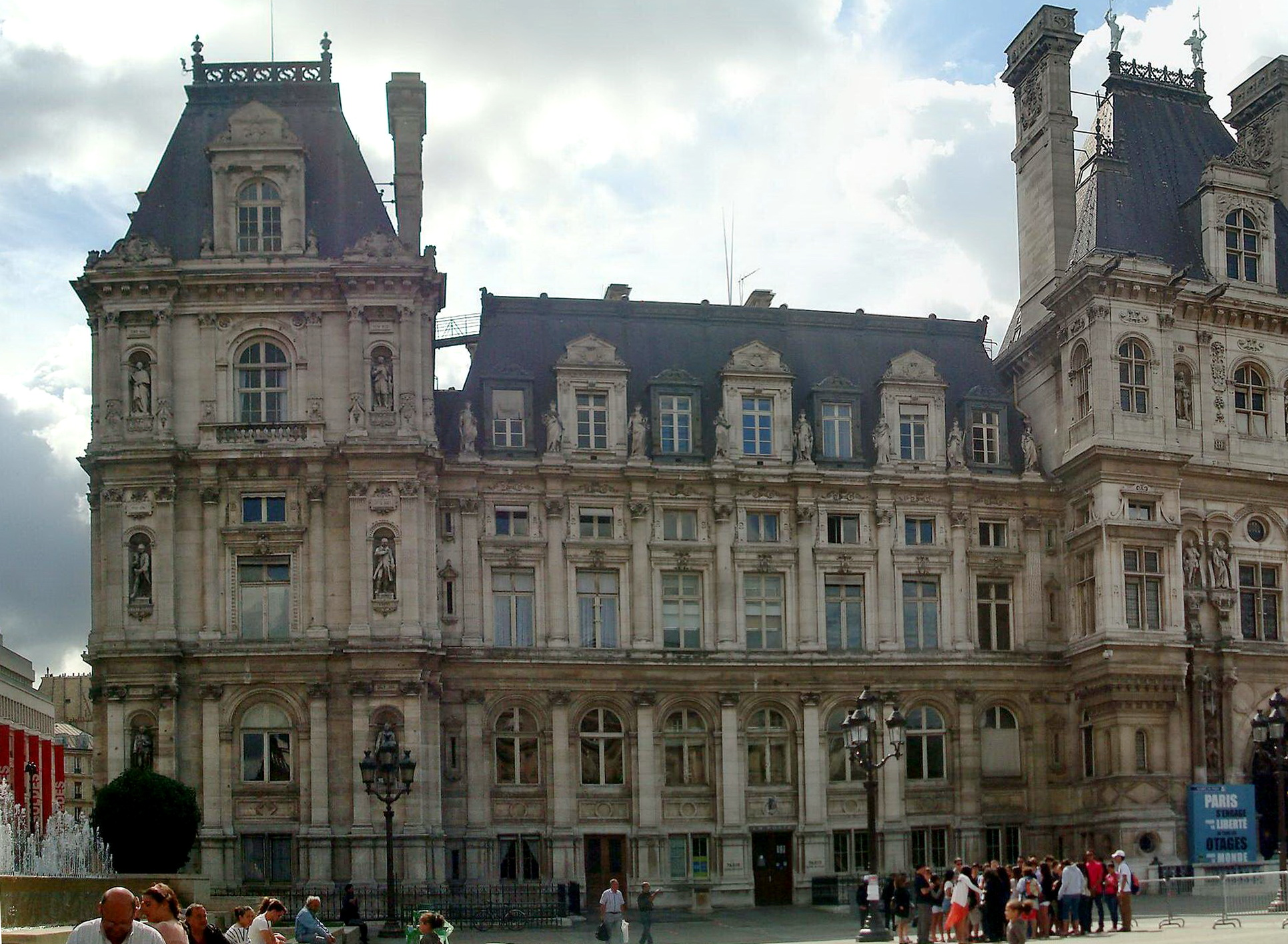
Westgevel, zuidelijk geveldeel
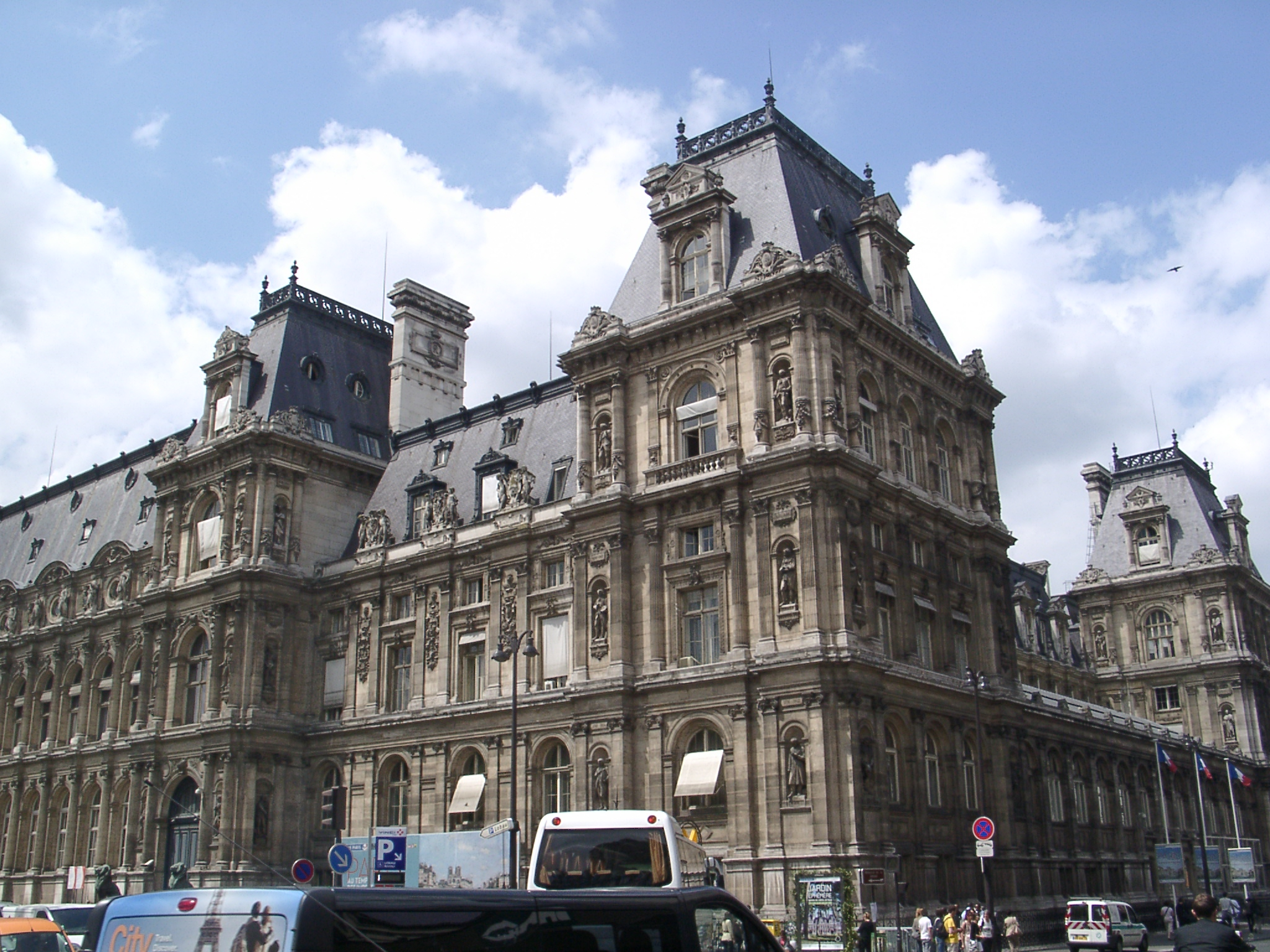
Oost- en noordgevel, vanaf de Rue de Rivoli
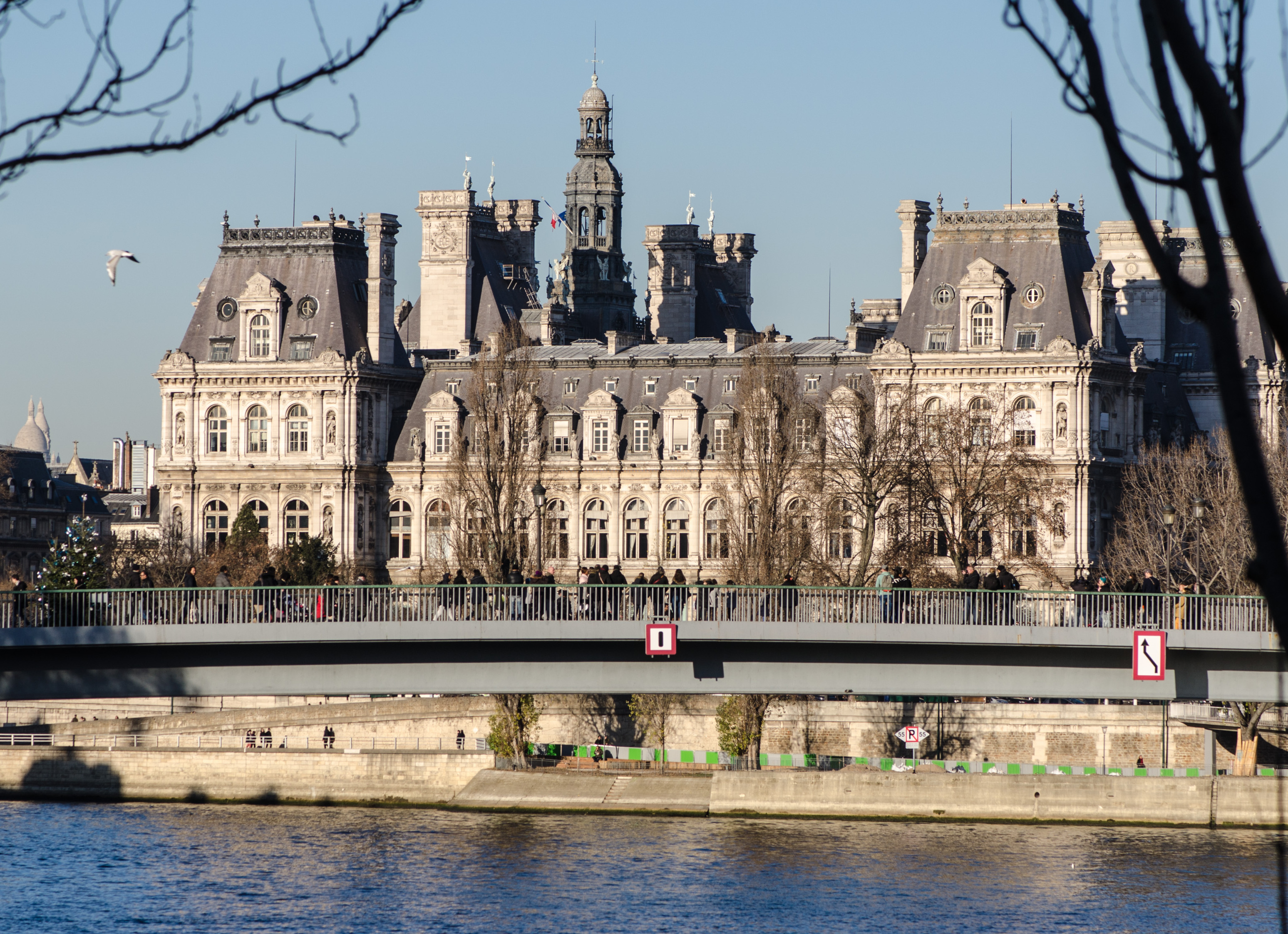
Zuidgevel aan de Seine
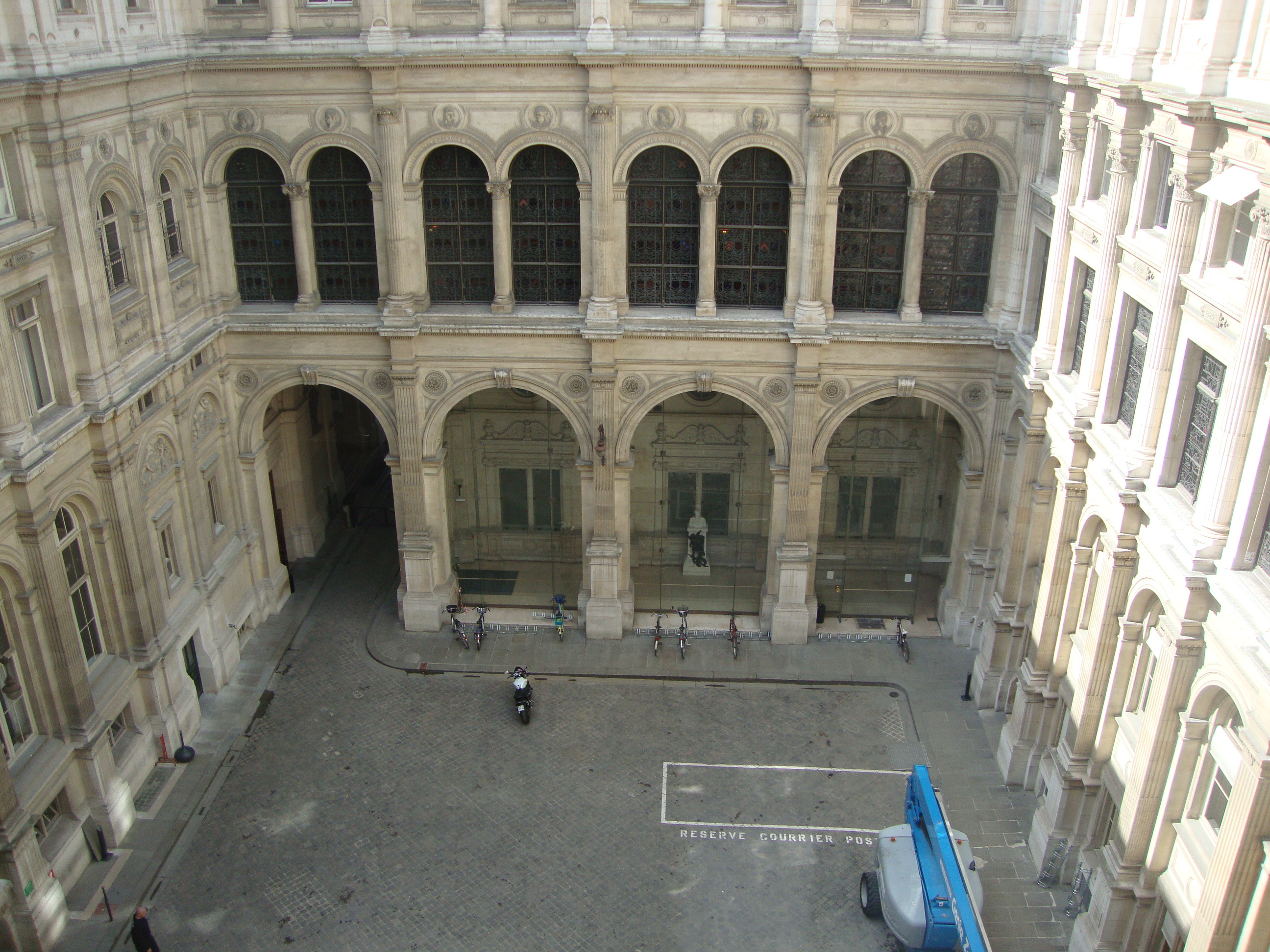
Een van de twee binnenhoven

### Exterieur – beeldhouwwerk
De centrale toegangsdeuren onder de klok worden geflankeerd door bronzen, allegorische beelden van De kunst, door Laurent Marqueste, en De wetenschap, door Jules Blanchard. Daarnaast bevinden zich aan de diverse gevels 338 stenen beelden van beroemde Parijzenaars, samen met ander beeldhouwwerk. Het bronzen ruiterstandbeeld op een hoge sokkel in de tuin aan de zuidzijde stelt Étienne Marcel voor, de veertiende-eeuwse deken van het koopliedengilde, in die tijd een belangrijker man dan de burgemeester. In 1358 werd hij door een woedende menigte gelyncht, nadat hij zijn macht in de stad te voortvarend had laten gelden.

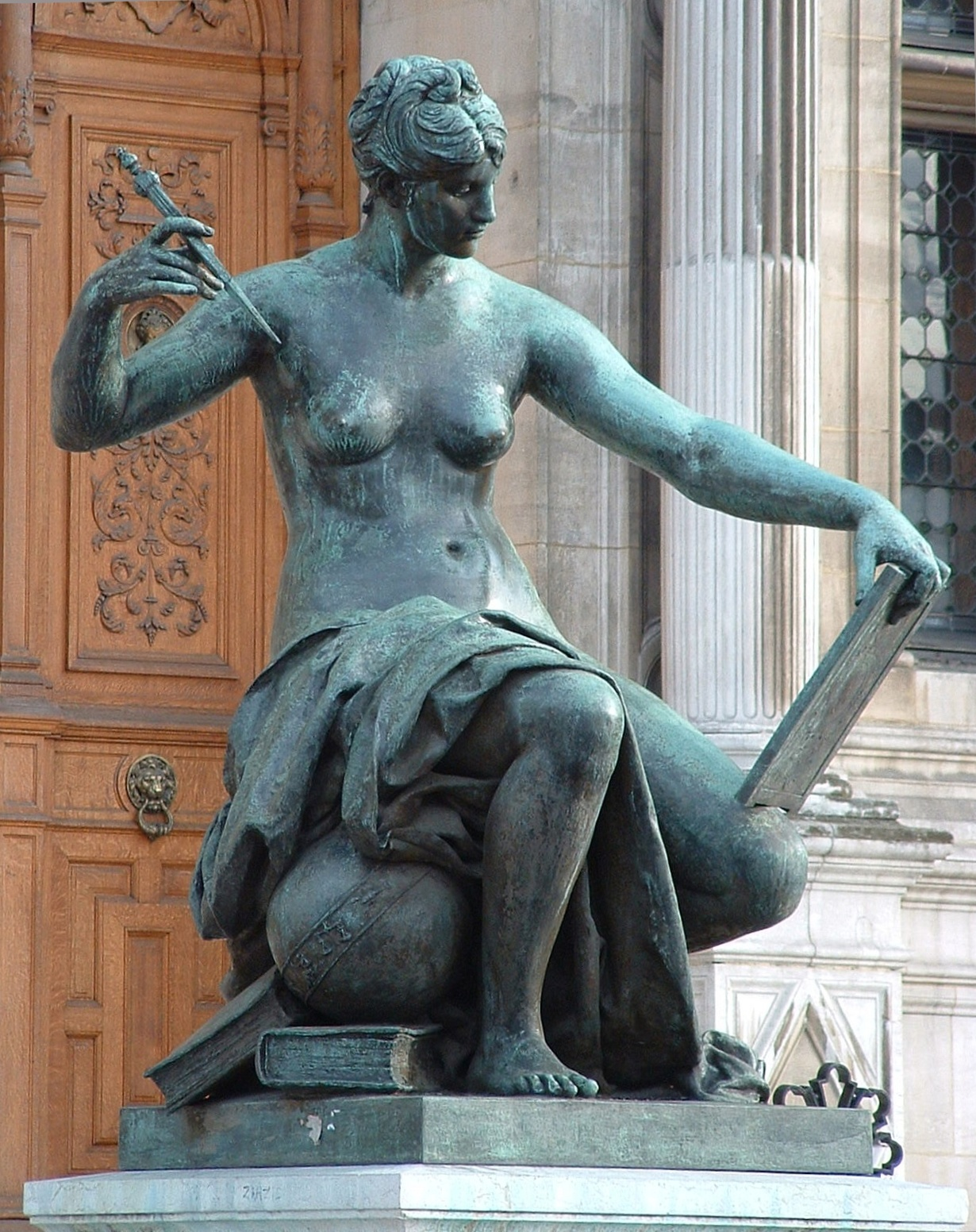
Wetenschap, door Jules Blanchard
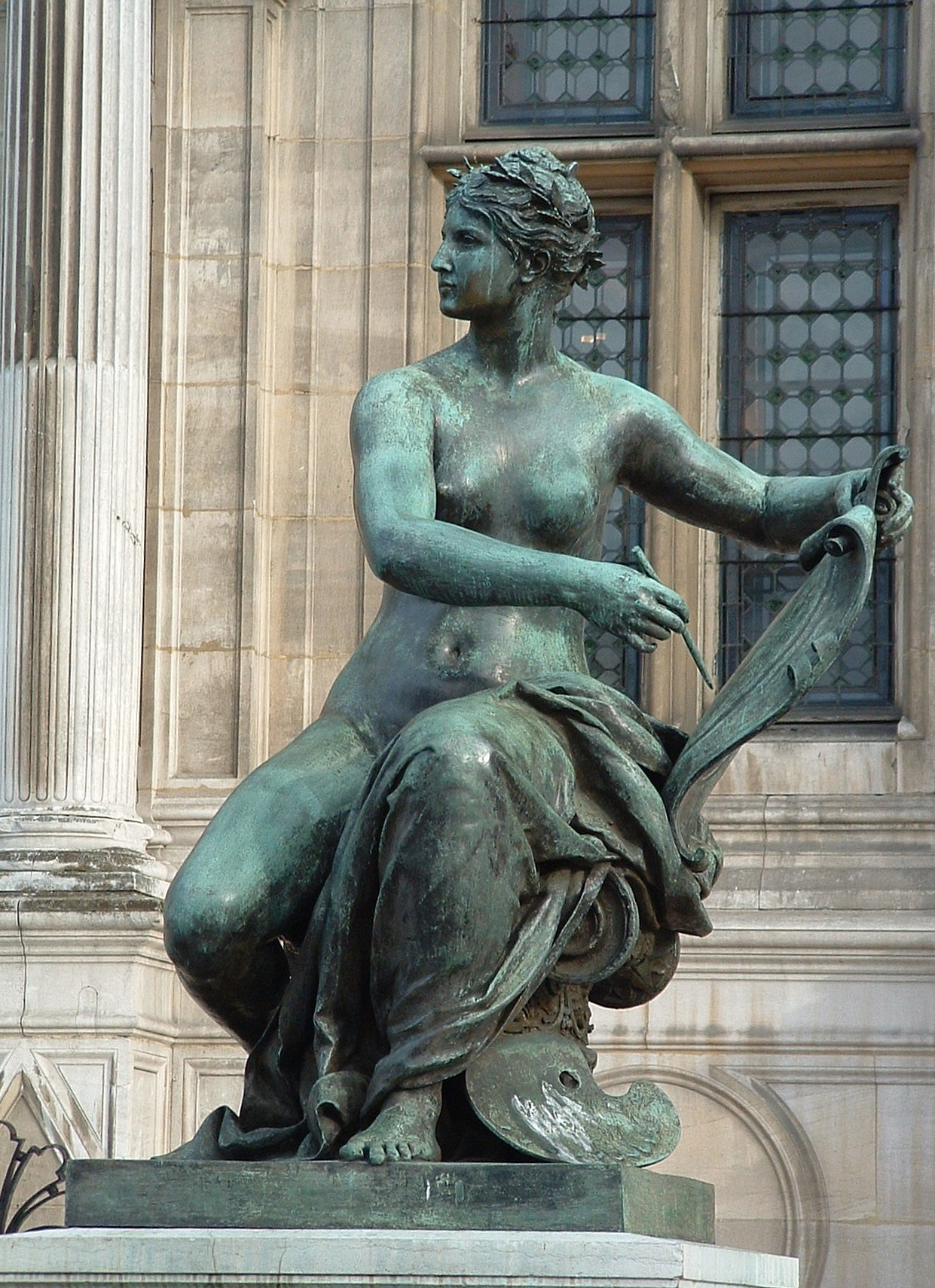
Kunst, door Laurent Marqueste
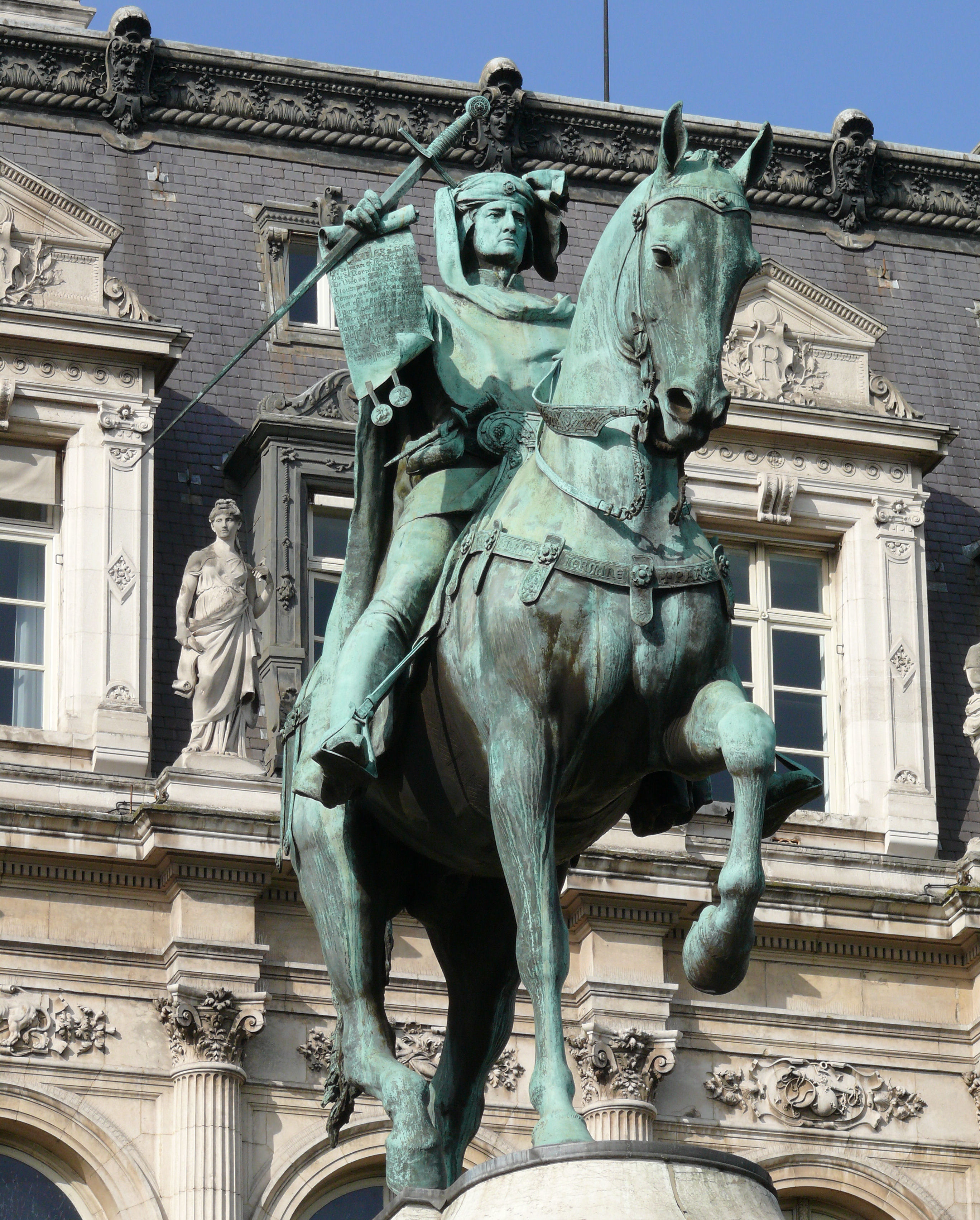
Etienne Marcel, uitkijkend over de Seine
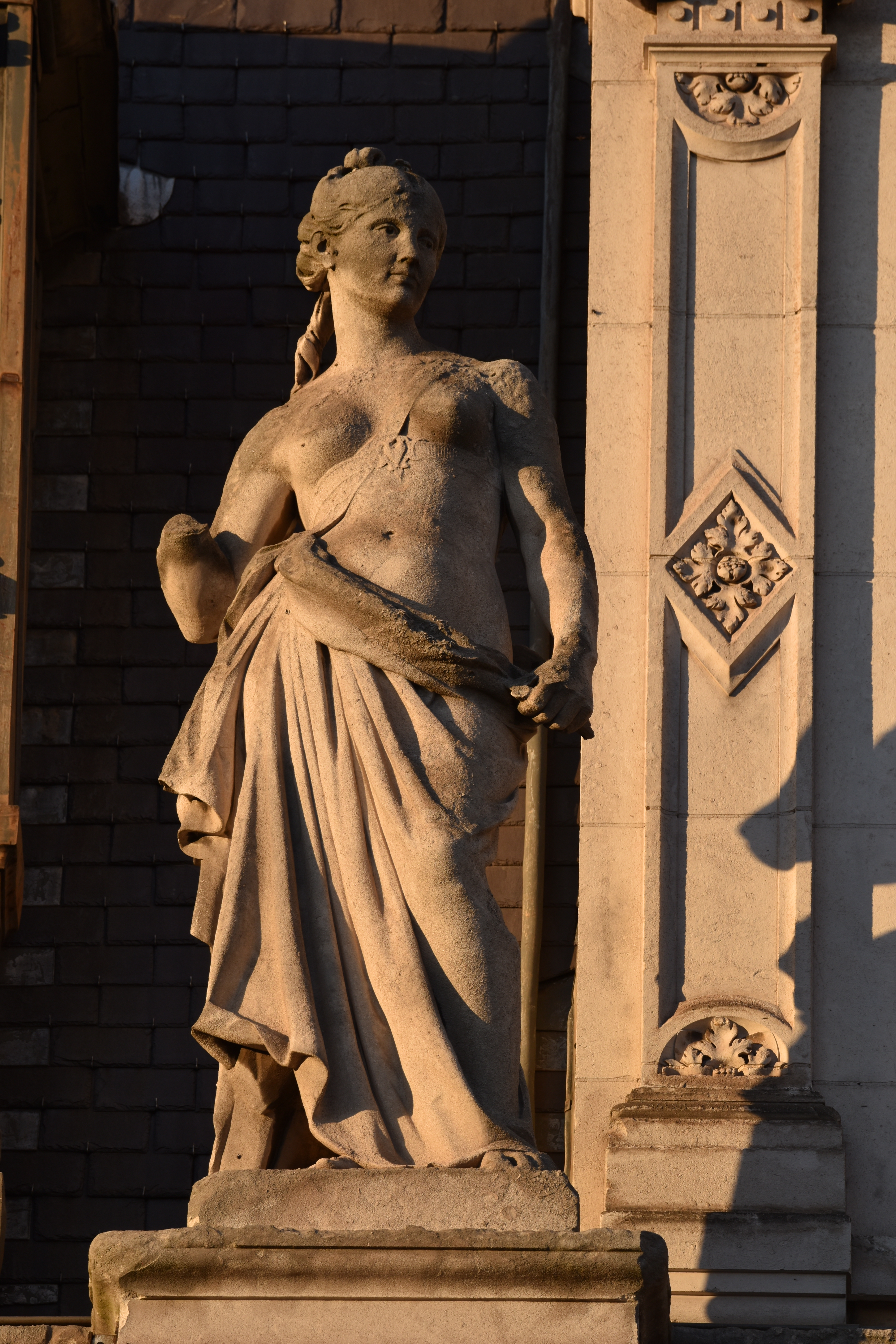
Beeldhouwwerk zuidfaçade van Henri-Charles Maniglier

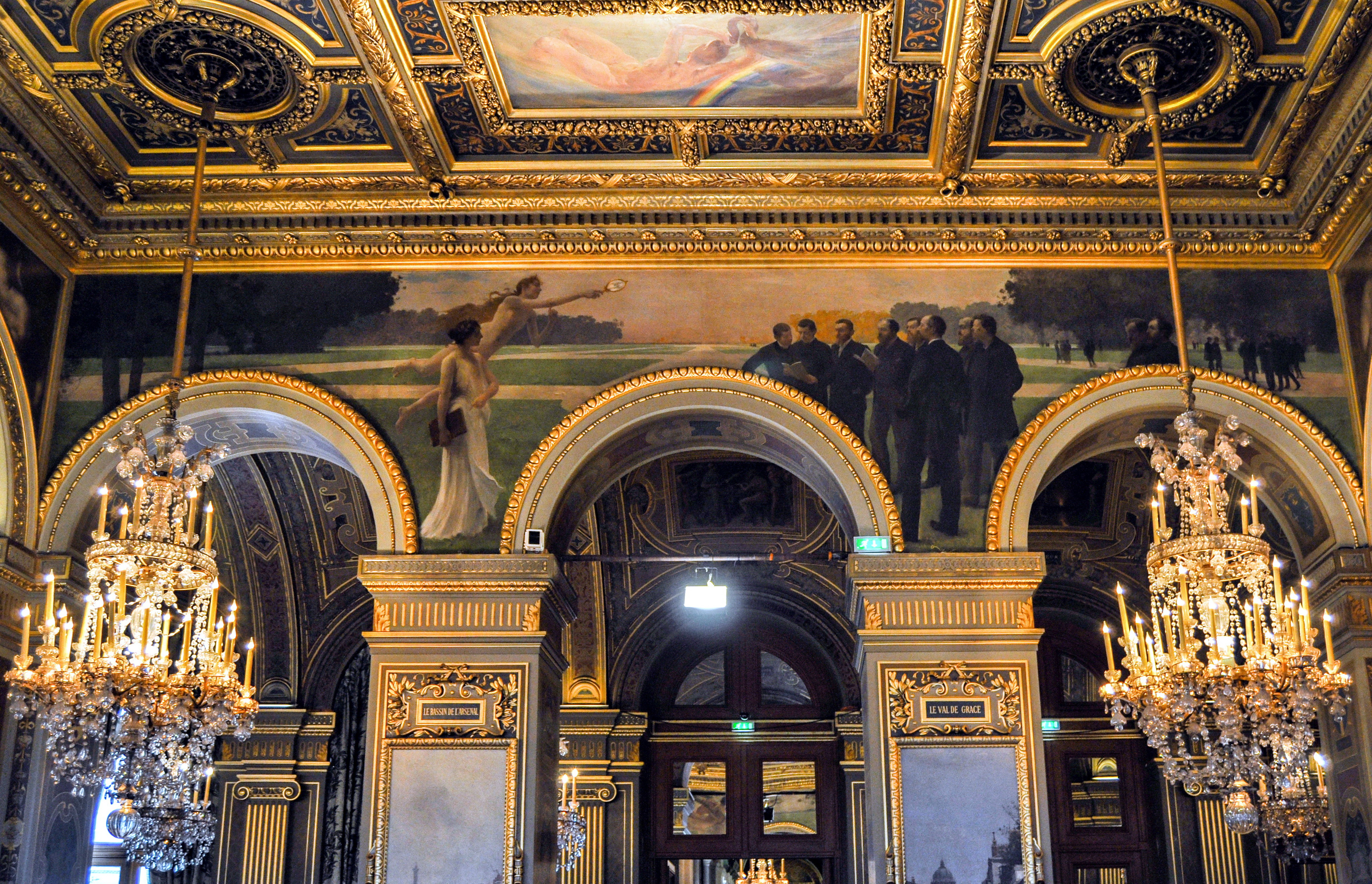
Plafond- en wandschilderingen, verguld sierstucwerk en kroonluchters

### Interieur
De decoratie van het interieur van het stadhuis is zeer uitbundig. Het meest opulent is wel de Salle des fêtes (balzaal), ontworpen als een "republikeinse" versie van de twee eeuwen eerder gebouwde Spiegelzaal in het Paleis van Versailles. De fresco's op het plafond stellen zestien historische regio's van Frankrijk voor. Ze zijn het werk van vier schilders: Jean-Joseph Weerts, François-Émile Ehrmann, Paul Milliet en Ferdinand Humbert. De noordelijke entreehal bevat muurschilderingen van Henri-Camille Danger. Daar bevindt zich ook een schildering getiteld Les Saisons van Puvis de Chavannes. De Salle à manger d'honneur (formele eetkamer) heeft lambriseringen van eikenhout en bevat een reeks marmeren beelden.

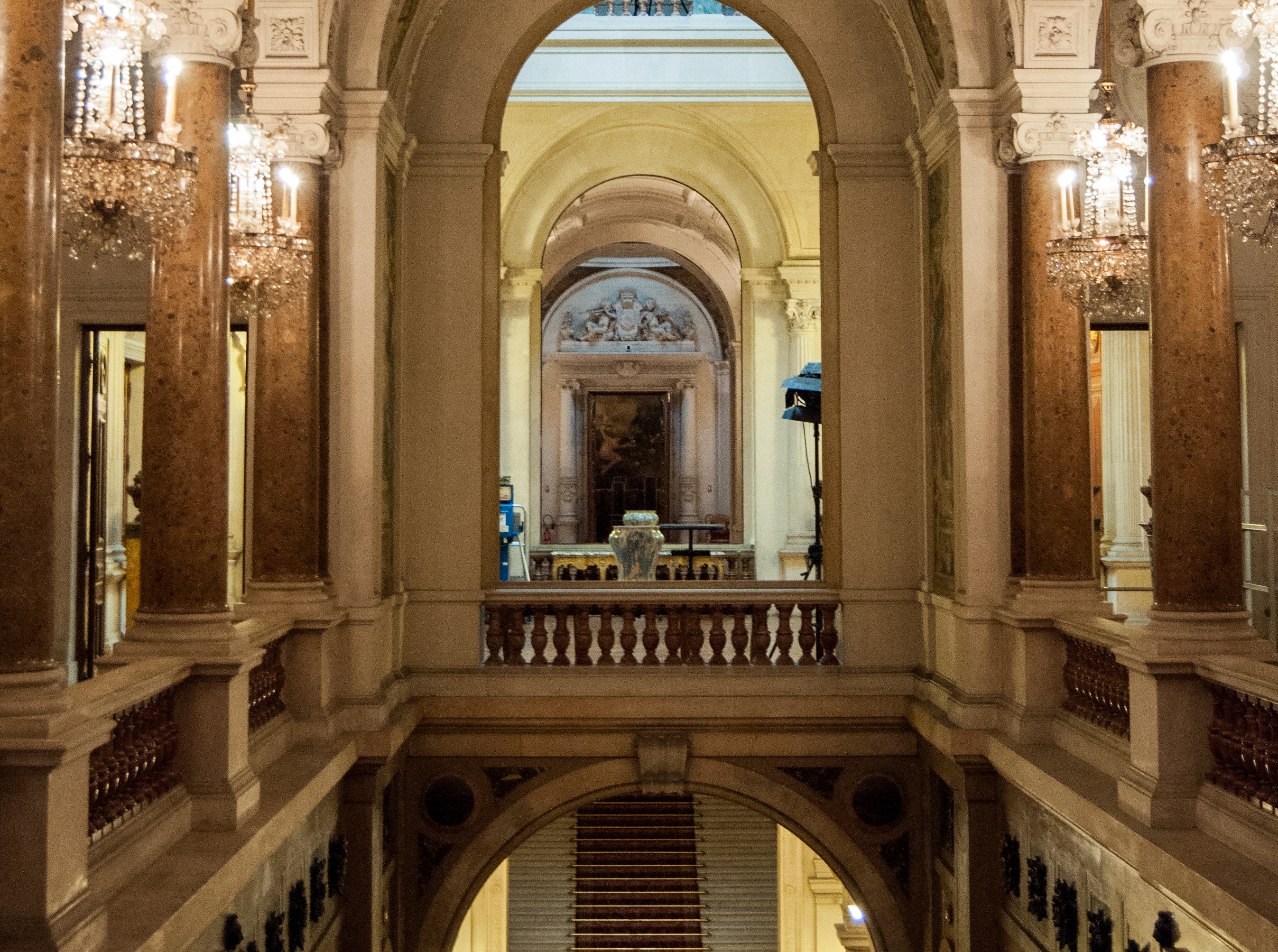
Vides en trappenhuizen
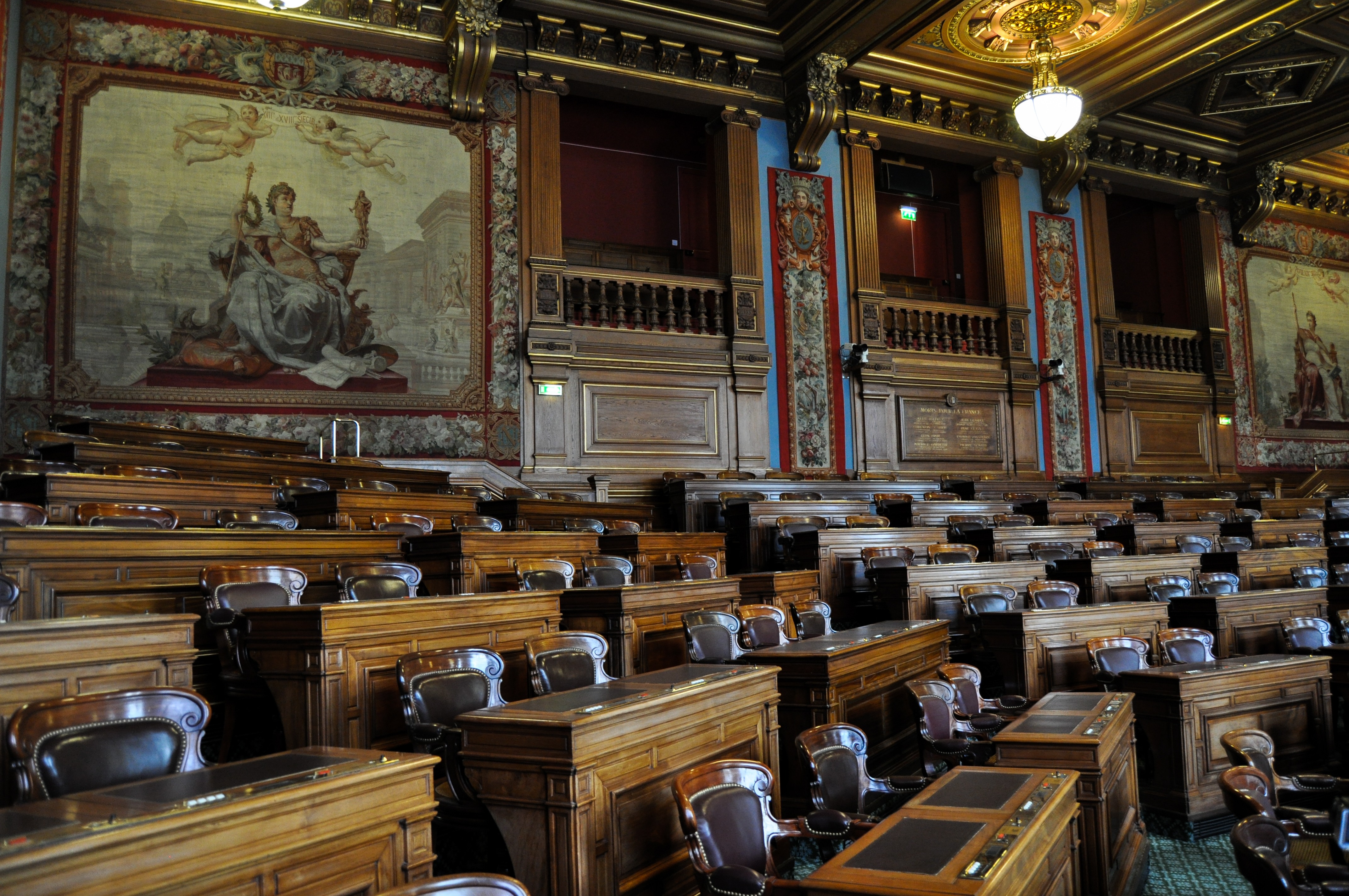
Raadzaal
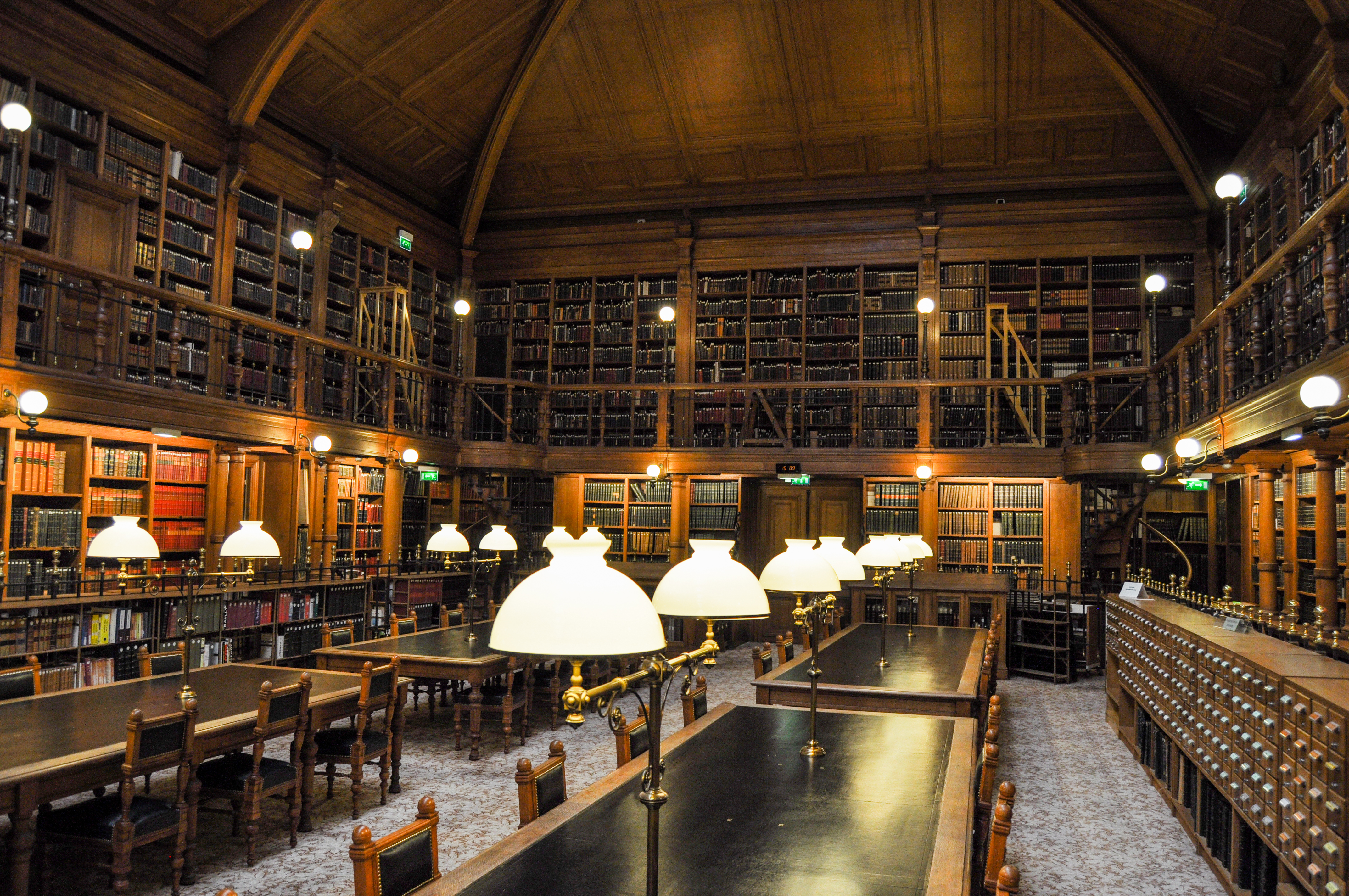
Bibliotheek
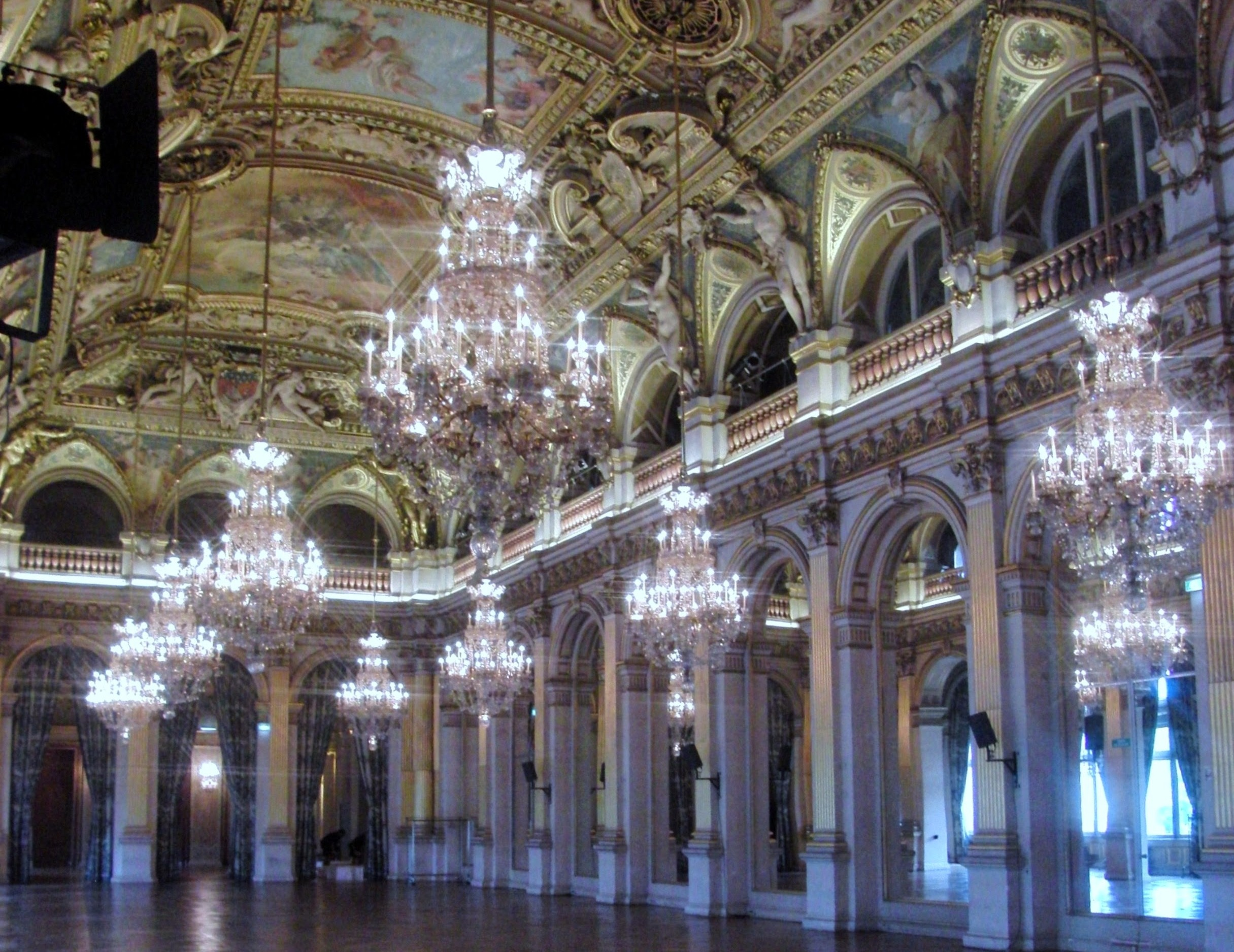
Salle des fêtes

## Bezienswaardigheden in de omgeving
Het stadhuis is een van de bezienswaardigheden van Parijs en ligt in een buurt die veel bezocht wordt door toeristen. Ten oosten van het stadhuis ligt de Place du Châtelet met twee grote theaters, het Théâtre du Châtelet en het Théâtre de la Ville. Vlakbij staat de gotische Tour Saint-Jacques. Iets naar het westen ligt de Église Saint-Gervais-Saint-Protais. Aan de noordzijde van het stadhuis loopt de Rue de Rivoli, een bekende winkelstraat, met onder andere het warenhuis Bazar de l'Hôtel de Ville (BHV). Aan de zuidzijde stroomt de Seine.
- CiNii: DA04325062
- Gemeinsame Normdatei: 4449171-2
- International Standard Name Identifier: 0000 0001 2201 1585
- Library of Congress Control Number: n84045564
- Nationale Bibliotheek van Tsjechië: ko2004238827
- Nationale Bibliotheek van Israël: 987007587852705171
- Virtual International Authority File: 167998741